# Godofredo Carlos de La Tour de Auvérnia
Godofredo Carlos de La Tour de Auvérnia (em francês:  Godefroy-Charles-Henri de La Tour d’Auvergne; 26 de Janeiro de 1728, Paris – 3 de dezembro de 1792) foi um nobre francês membro da Casa de La Tour de Auvérnia, dinastia que governava o Ducado de Bulhão, tendo sucedido a seu pai como Duque Soberano em 1771.
É também identificado como o duque Godofredo III de Bulhão.

## Biografia
Carlos Godofredo era o mais novo dos dois filhos do Duque de Bulhão, tendo nascido em em 1728. Ele tinha uma irmã mais velha, Maria Luísa (1725–1793) que viria a casar com Júlio, Príncipe de Guéméné.
Intitulado de Príncipe de Turenne na qualidade de herdeiro aparente do Ducado de Bulhão, vem a casar com Luísa Henriqueta de Lorena, bisneta de Henrique, Conde de Harcourt. O casal veio a ter quatro filhos antes da morte de Luísa Henriqueta, em 1788; três dos filhos haviam falecido antes da mãe.
O Duque viúvo voltou a casar, com Maria Francisca Henriqueta de Banastre (1775–1816), uma jovem 47 anos mais nova do que ele. Deste Segundo casamento não houve descendência.
Serviu com distinção na Guerra dos sete anos. Em 1748 foi feito marechal de campo, sendo eleito para a Real Academia de Escultura e Pintura em 1777. Em apenas três meses, gastou quase um milhão de libras com a sua amante, a cantora de ópera, o que provocou a quase ruína da sua família.
Morreu no Castelo de Navarre, em Evreux, nas vésperas da Revolução Francesa, sendo sucedido pelo seu filho Jaime Leopoldo, que era um inválido, e que veio a ser o último Duque Soberano de Bulhão, título que foi abolido durante a Revolução Francesa. O ducado foi restabelecido pelo Congresso de Viena, mas como título honorário, no seio do Grão-Ducado do Luxemburgo. Hoje, os Príncipes de Guéméné reclamam o título de Duque de Bulhão, na qualidade de herdeiros de Maria Luísa (a irmã de Godofredo Carlos).

## Casamentos e descendência
Godofredo Carlos casou, em primeiras núpcias, com Luísa Henriqueta de Lorena a 27 de novembro de 1743. Deste casamento nasceram quatro filhos, dos quais apenas um atingiu a idade adulta:
- Jaime Leopoldo (Jacques Léopold) (1746 – 1802), que casou com Edviges de  Hesse-Rotemburgo, neta do Landegrave Ernesto Leopoldo de Hesse-Rotemburgo, sem descendência;
- Carlos Luís Godofredo (Charles-Louis-Godefroi), Príncipe de Auvérnia (1749 – 1767), sem aliança;
- Luís Henrique (Louis Henri), Duque de Albret (1753 – 753), morto na infância;
- X de La Tour de Auvénia (1756) menina natimorto.

Em segundas núpcias, em 1789, casou com Maria Francisca de Banastre (1775–1816), casamento que não produziu descendência.

## Galeria

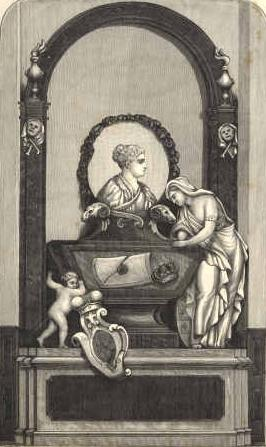
Túmulo de sua mãe, Maria Carolina Sobieska (Charlotte) na igreja de S. Casimiro (em polonês/polaco:  Kościół św. Kazimierza), Varsóvia
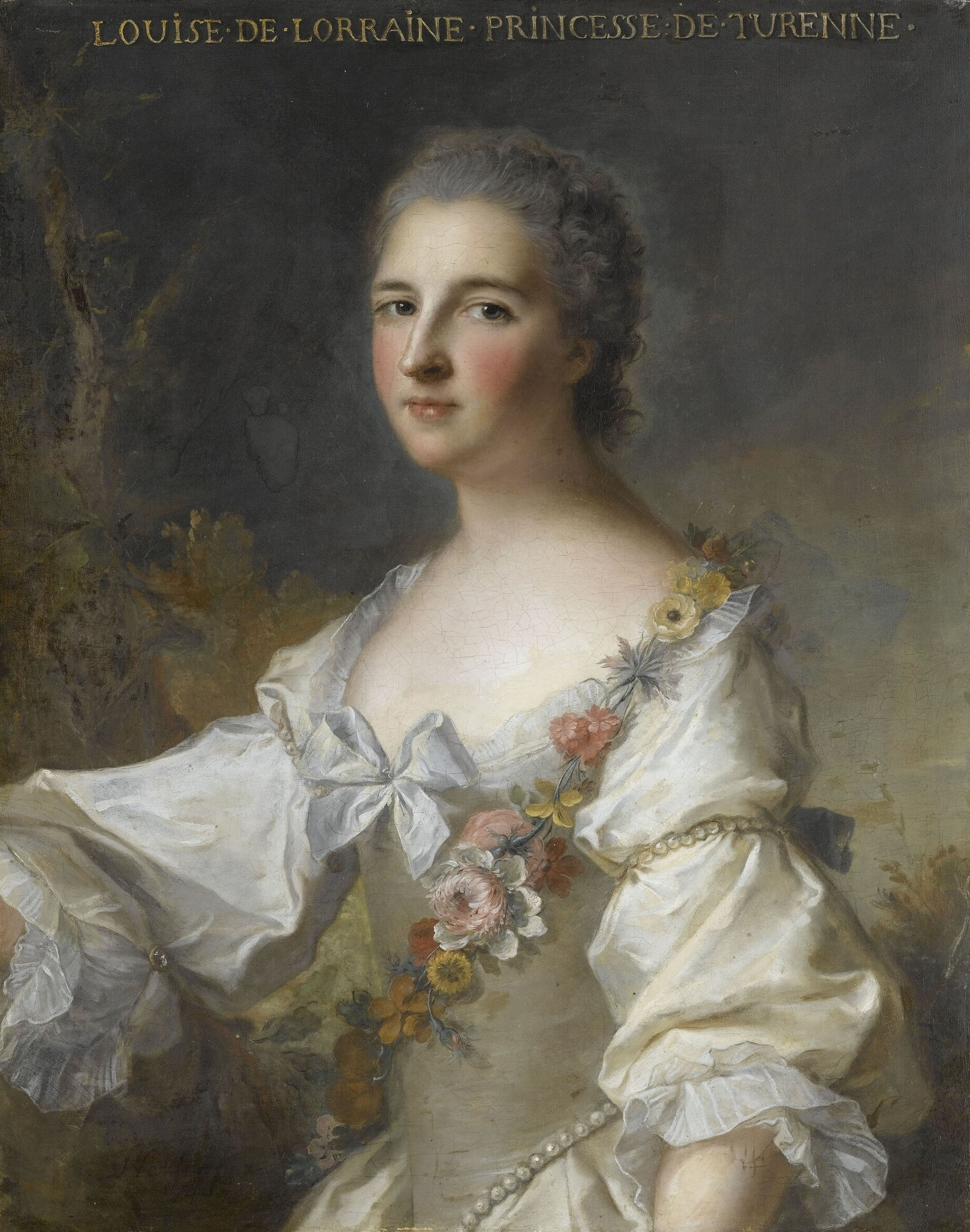
Luísa de Lorena, Princesa de Turenne, por Jean-Marc Nattier (1746), no Museu Nacional do Castelo e dos Trianons, Versalhes
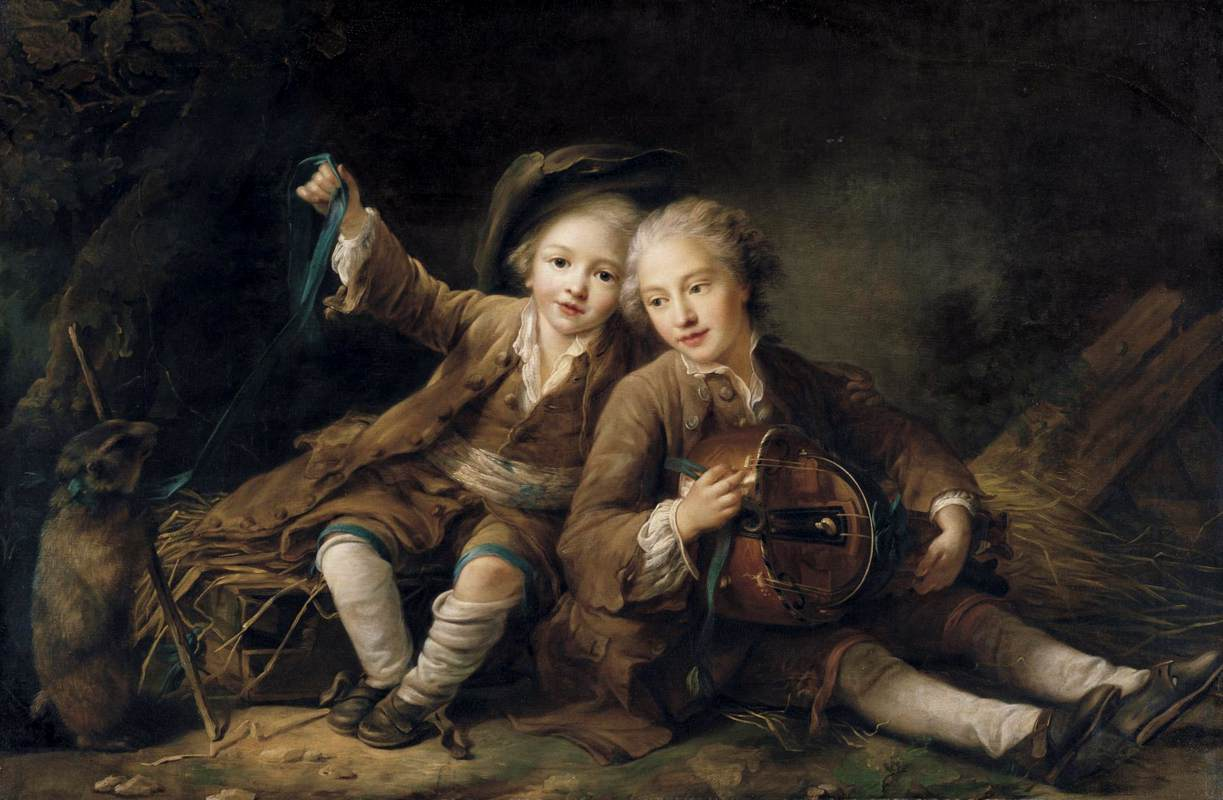
Os filhos do Duque de Bulhão vestidos como montanhistas,[2] por François-Hubert Drouais (1756), coleção privada

## Títulos e tratamentos
- 26 de janeiro de 1728 – 24 de outubro de 1771 : Sua Alteza, o Príncipe de Turenne
- 24 de outubro de 1771 – 3 de dezembro de 1792 : Sua Alteza, o Duque de Bulhão